# Pocahontas (Virginie)
Pour les articles homonymes, voir Pocahontas (homonymie).
Pocahontas est une municipalité américaine située dans le comté de Tazewell en Virginie.
Selon le recensement de 2010, Pocahontas compte 389 habitants. La municipalité s'étend alors sur une superficie de 0,53 mille carré (1,37 km2).
Fondée en 1881, Pocahontas est située au centre d'une région riche en charbon qui porte son nom (Pocahontas Coalfield). Elle se développe particulièrement après l'arrivée du Norfolk and Western Railway en mars 1883. Dans les années 1920, Pocahontas compte jusqu'à 3 500 habitants. Elle est cependant gravement touchée par la Grande Dépression et voit ses dernières mines fermer en 1955.
Elle accueille aujourd'hui la Pocahontas Exhibition Mine No. 1, la première mine de la région qui est inscrite au Registre national des lieux historiques.